# ハクタイセイ
ハクタイセイ（欧字名:Haku Taisei、1987年4月17日 - 2013年10月28日）は、日本の競走馬、種牡馬。
父は1970年代に第一次競馬ブームの立役者となったハイセイコー。1990年に皐月賞を制し、父子での皐月賞制覇を達成した。

## 戦績

### デビューから重賞初制覇まで
1989年7月、小倉競馬場でデビューも2着に終わる。その後、勝ちきれないレースが続き、4戦目からはダートに転向。5戦目の京都競馬場で行われたダート1400mでようやく初勝利を挙げると、続くダートの400万下条件戦も制して2勝目とした。芝復帰となったシクラメンステークスにも勝利し、3連勝で3歳のシーズンを終えた。
年明けの初戦となった1月の若駒ステークス（OP）にも勝利。初勝利こそ遅れたハクタイセイだったが、4連勝したことでクラシック路線での活躍に注目が集まる中、次走にはきさらぎ賞を選択。阪神3歳ステークス（当時）を制したコガネタイフウ、後のGI馬であるダイタクヘリオス、ナリタハヤブサらの有力馬が出走したが、レースでは不良馬場を物ともせず、1番人気に応えて快勝。鞍上の須貝尚介ともども重賞初制覇を飾った。このきさらぎ賞の勝利により、アイネスフウジンやメジロライアンらと共にクラシック有力候補とされる存在となった。
きさらぎ賞後、陣営はハクタイセイが輸送に弱いことを考慮して、トライアルを回避、皐月賞に直行する道を選んだ。

### 皐月賞とその後
鞍上が須貝から南井克巳に乗り替わった皐月賞で、ハクタイセイはアイネスフウジン、メジロライアンに次ぐ3番人気に推された。レースでは好位をキープし、逃げるアイネスフウジンをクビ差差し切って、6連勝で父のハイセイコーに続く皐月賞父子制覇を成し遂げた。調教師の布施正は、既にバンブーアトラスで東京優駿（日本ダービー）、バンブービギンで菊花賞を獲得しており、この勝利で史上7人目の3冠トレーナーとなった。また、小倉デビュー馬のクラシック制覇は史上初の快挙だった。
続く東京優駿（日本ダービー）では南井が所属厩舎のロングアーチに騎乗することとなったため、新たに鞍上に武豊を迎えて、父・ハイセイコーが果たせなかった二冠制覇に挑んだ。しかし、レースでは逃げるアイネスフウジンをマークする2番手で追走したが、直線でぱったりと止まり5着に終わった。
日本ダービー後の放牧後、秋を目指す過程で右前足を骨折。さらに続けて屈腱炎を発症し、長期休養に入った。復帰の目途が立ったのは1年後、安田記念がその復帰戦となるはずであった。しかし、レースを目前にして繋靭帯炎を発症。出走取り消しとなり、引退を余儀なくされた。

## 競走成績
| 競走日     | 競馬場 | 競走名      | 格   | 距離（馬場）  | 頭 数 | 枠 番 | 馬 番 | オッズ （人気） | 着順 | タイム （上り3F） | 着差 | 騎手     | 斤量 | 1着馬（2着馬）         |
| ---------- | ------ | ----------- | ---- | ------------- | ----- | ----- | ----- | --------------- | ---- | ----------------- | ---- | -------- | ---- | ---------------------- |
| 1989.07.15 | 小倉   | 3歳新馬     |      | 芝1000m（良） | 10    | 6     | 6     | 007.00（3人）   | 02着 | 00:59.1（35.3）   | -0.7 | 須貝尚介 | 53kg | ハギノハイタッチ       |
| 0000.09.10 | 阪神   | 3歳未勝利   |      | 芝1600m（良） | 13    | 4     | 6     | 001.80（1人）   | 04着 | 01:37.8（38.1）   | -0.6 | 須貝尚介 | 53kg | クィーンズキッス       |
| 0000.09.24 | 阪神   | 3歳未勝利   |      | 芝1200m（良） | 11    | 7     | 8     | 003.00（2人）   | 06着 | 01:11.7（36.3）   | -0.7 | 須貝尚介 | 53kg | エイシンサニー         |
| 0000.10.14 | 京都   | 3歳未勝利   |      | ダ1200m（良） | 16    | 6     | 11    | 002.20（1人）   | 02着 | 01:13.7（37.7）   | -1.4 | 須貝尚介 | 53kg | ヤマノカグヤヒメ       |
| 0000.10.28 | 京都   | 3歳未勝利   |      | ダ1400m（良） | 11    | 4     | 4     | 001.70（1人）   | 01着 | 01:25.6（37.6）   | -0.7 | 須貝尚介 | 53kg | （エイシンキャロル）   |
| 0000.12.03 | 阪神   | 3歳400万下  |      | ダ1200m（良） | 12    | 2     | 2     | 006.00（3人）   | 01着 | 01:12.7（37.0）   | -0.5 | 南井克巳 | 54kg | （ヤマノカグヤヒメ）   |
| 0000.12.24 | 阪神   | シクラメンS | OP   | 芝2000m（稍） | 7     | 5     | 5     | 004.20（3人）   | 01着 | 02:03.9（37.2）   | -0.1 | 須貝尚介 | 55kg | （インターボイジャー） |
| 1990.01.20 | 京都   | 若駒S       | OP   | 芝2000m（良） | 10    | 3     | 3     | 002.90（2人）   | 01着 | 02:04.0（35.5）   | -0.3 | 須貝尚介 | 56kg | （ダンディスピリット） |
| 0000.02.11 | 阪神   | きさらぎ賞  | GIII | 芝2000m（不） | 12    | 3     | 3     | 002.70（1人）   | 01着 | 02:04.1（38.4）   | -0.2 | 須貝尚介 | 56kg | （コガネタイフウ）     |
| 0000.04.15 | 中山   | 皐月賞      | GI   | 芝2000m（良） | 18    | 7     | 15    | 005.60（3人）   | 01着 | 02:02.2（36.9）   | -0.0 | 南井克巳 | 57kg | （アイネスフウジン）   |
| 0000.05.27 | 東京   | 東京優駿    | GI   | 芝2400m（良） | 22    | 7     | 19    | 003.90（2人）   | 05着 | 02:25.9（37.0）   | -0.6 | 武豊     | 57kg | アイネスフウジン       |
| 1991.05.12 | 東京   | 安田記念    | GI   | 芝1600m（良） | 16    | 6     | 12    |                 | 取消 |                   |      | 大崎昭一 | 57kg | ダイイチルビー         |

## 引退後
1992年から日本軽種馬協会静内種馬場で種牡馬入りし、初年度の種付けは26頭。1993年から1996年まで九州種馬場（鹿児島）で供用され、佐賀競馬で8勝をあげたタイセイウルフなどを出した。
その後、1997年、1998年に静内種馬場、1999年には胆振種馬場、2000年以降は十勝軽種馬農協種馬場で繋養されたが、活躍馬を出せず、2006年を最後に種付けは行われなかった。2010年の種付けシーズン終了後に種牡馬を引退し、静内種馬場で功労馬として余生を送っていた。
2013年10月28日、メラノーマが原因による腸閉塞で死亡した。

## 血統表
| ハクタイセイの血統          | ハクタイセイの血統                                 | ハクタイセイの血統         | （血統表の出典）           | （血統表の出典） |
| 父系                        | ロックフェラ系                                     | ロックフェラ系             | ロックフェラ系             |                  |
| 父 ハイセイコー 1970 鹿毛   | 父の父*チャイナロック China Rock 1953 栃栗毛       | Rockefella                 | Hyperion                   | Hyperion         |
| 父 ハイセイコー 1970 鹿毛   | 父の父*チャイナロック China Rock 1953 栃栗毛       | Rockefella                 | Rockfel                    |                  |
| 父 ハイセイコー 1970 鹿毛   | 父の父*チャイナロック China Rock 1953 栃栗毛       | May Wong                   | Rustom Pasha               | Rustom Pasha     |
| 父 ハイセイコー 1970 鹿毛   | 父の父*チャイナロック China Rock 1953 栃栗毛       | May Wong                   | Wezzan                     |                  |
| 父 ハイセイコー 1970 鹿毛   | 父の母ハイユウ 1961 黒鹿毛                         | *カリム Karim              | Nearco                     | Nearco           |
| 父 ハイセイコー 1970 鹿毛   | 父の母ハイユウ 1961 黒鹿毛                         | *カリム Karim              | Skylarking                 |                  |
| 父 ハイセイコー 1970 鹿毛   | 父の母ハイユウ 1961 黒鹿毛                         | *ダルモーガン Dalmogan     | Beau Son                   | Beau Son         |
| 父 ハイセイコー 1970 鹿毛   | 父の母ハイユウ 1961 黒鹿毛                         | *ダルモーガン Dalmogan     | Reticent                   |                  |
| 母 ダンサーライト 1982 芦毛 | 母の父*ダンサーズイメージ Dancer's Image 1965 芦毛 | Native Dancer              | Polynesian                 | Polynesian       |
| 母 ダンサーライト 1982 芦毛 | 母の父*ダンサーズイメージ Dancer's Image 1965 芦毛 | Native Dancer              | Geisha                     |                  |
| 母 ダンサーライト 1982 芦毛 | 母の父*ダンサーズイメージ Dancer's Image 1965 芦毛 | Noors Image                | Noor                       | Noor             |
| 母 ダンサーライト 1982 芦毛 | 母の父*ダンサーズイメージ Dancer's Image 1965 芦毛 | Noors Image                | Little Sphinx              |                  |
| 母 ダンサーライト 1982 芦毛 | 母の母ネバアーライト 1966 栗毛                     | *ネヴァービート Never Beat | Never Say Die              | Never Say Die    |
| 母 ダンサーライト 1982 芦毛 | 母の母ネバアーライト 1966 栗毛                     | *ネヴァービート Never Beat | Bride Elect                |                  |
| 母 ダンサーライト 1982 芦毛 | 母の母ネバアーライト 1966 栗毛                     | ミスフォール               | クモハタ                   | クモハタ         |
| 母 ダンサーライト 1982 芦毛 | 母の母ネバアーライト 1966 栗毛                     | ミスフォール               | スターライト F-No.4-d      |                  |
| 5代内の近親交配             | Nasrullah5･5（母内）=6.25%                         | Nasrullah5･5（母内）=6.25% | Nasrullah5･5（母内）=6.25% |                  |

- 牝系は小岩井農場の基礎輸入牝馬であるプロポンチス系
- 半妹エクセレンスの子に京都ハイジャンプ2着のハイローラーがいる